# روزی روزگاری در هنگ کنگ
روزی روزگاری در هنگ کنگ (انگلیسی: Once Upon a Time in Hong Kong)، که قبلاً با نام امپراتوری پول ۲ شناخته می‌شد. یک فیلم اکشن و جنایی محصول سال ۲۰۲۱ سینمای هنگ کنگ به کارگردانی وانگ جینگ و وودی هوی با بازی لوئیس کو، تونی لیانگ، فرانسیس نگ و گوردون لام است. این فیلم دنباله‌ای موضوعی بر فیلم امپراتوری پول در سال ۲۰۰۹ است که دارای یک خط داستانی جدید. کو و لیانگ نقش بازرس پلیس را بازی می‌کنند که با ارباب مواد مخدر بدنام کریپل هو (لئونگ) و کارآگاه پلیس فاسد چوی لوک (نگ) مبارزه می‌کنند. این فیلم در ۲۹ آوریل ۲۰۲۱ منتشر شد.

## خلاصه داستان
در طول دهه ۱۹۷۰ در هنگ کنگ، فساد در این شهر بومی شده‌است و فساد پلیس عامل اصلی این موضوع است. به عنوان پادشاهان امپراتوری فساد، کارآگاه ارشد چینی، چوی لوک (فرانسیس نگ) و رهبر سه‌گانه / ارباب مواد مخدر فلج هو (تونی لیانگ کا-فای) بیش از ده سال است که تبانی کرده‌اند و بیش از یک تریلیون دلار جمع‌آوری کرده‌اند.

## تولید
فیلمبرداری اصلی فیلم روزی روزگاری در هنگ کنگ در ۲۸ اوت ۲۰۱۹ آغاز شد و رسماً در ۳۱ اکتبر ۲۰۱۹ به پایان رسید.

## گیشه
از ۲۳ مه ۲۰۲۱، روزی روزگاری در هنگ کنگ مجموعاً ۴۰٫۶ میلیون دلار در سراسر جهان به دست آورده‌است.

## بازخوردها
ادموند لی از ساوت چاینا مورنینگ پست به فیلم امتیاز ۳ از ۵ ستاره داد و فیلم را به عنوان «قابل پیش بینی و در عین حال غیرقابل انکار جذاب» توصیف کرد و در عین حال از بازی‌های کم بیان تونی لیانگ و فرانسیس نگ تمجید کرد.